# شکربوته دندان‌اره‌ای
شکربوته دندان‌اره‌ای (نام علمی: Protea holosericea) نام یک گونه از سرده شکربوته‌ها است.